# Wallace & Gromit: Varulvskaninens förbannelse
Wallace & Gromit: Varulvskaninens förbannelse (eng: Wallace & Gromit in The Curse of the Were-Rabbit) är en brittisk stop motion-animerad komedifilm från 2005. Filmen erhöll en Oscar för bästa animerade film.

## Handling
Wallace och Gromit har en liten firma som bekämpar skadedjur, Antipesto. Inför den kommande grönsaksutstälningen måste de hjälpa Lady Tottington bli av med alla kaniner. Wallace vill omprogrammera kaninerna att sluta äta grönsaker och mitt i röran dyker en mystisk jättekanin upp.

## Rollista
| Roll                      | Originalröst         | Svensk röst       |
| ------------------------- | -------------------- | ----------------- |
| Wallace                   | Peter Sallis         | Hans Jonsson      |
| Victor Quartermaine       | Ralph Fiennes        | Mattias Knave     |
| Lady Campanula Tottington | Helena Bonham Carter | Pernilla Wahlgren |
| Kaninen Hoppe             | Peter Sallis         | Hans Jonsson      |

### Övriga svenska röster
- Hans Wahlgren - Kyrkoherden
- Annica Smedius - Fru Mull
- Johan Hedenberg - Herr Mull
- Claes Ljungmark - P.C. Mackintosh
- Annica Smedius - Kvinnlig trädgårdsmästare
- Ole Ornered - Manlig granne 1
- Anders Öjebo - Manlig granne 2
- Lizette Pålsson - Rädd kvinna 1
- Annelie Berg Bhagavan - Rädd kvinna 2
- Dick Eriksson - Man med högaffel 1
- Ingemar Åberg - Man med högaffel 2
- Lasse Svensson - Man med högaffel 3
- Annelie Berg Bhagavan - Kvinna med spade
- Jörn Savér - Ståndförsäljare
- Lizette Pålsson - Kvinna vid stånd
- Hans Wahlgren - Man vid stånd
- Lizette Pålsson - Pojke på tivoli
- Maria Rydberg - Varmkorvsförsäljare
- Ingemar Åberg - Man på tävling 1
- Lasse Svensson - Man på tävling 2
- Per Sandborgh - Stadsbo